# Vaudevant
Vaudevant ist eine französische Gemeinde mit 218 Einwohnern (Stand 1. Januar 2022) im Département Ardèche in der Region Auvergne-Rhône-Alpes. Sie gehört zum Arrondissement Tournon-sur-Rhône und zum Kanton Haut-Vivarais. Die Bewohner werden Vaudavins und Vaudavines genannt.
Vaudevant grenzt im Nordwesten an Satillieu, im Nordosten an Préaux, im Südosten an Saint-Félicien und im Südwesten an Pailharès.

## Bevölkerungsentwicklung
| Jahr                       | 1962 | 1968 | 1975 | 1982 | 1990 | 1999 | 2008 | 2014 | 2020 |
| -------------------------- | ---- | ---- | ---- | ---- | ---- | ---- | ---- | ---- | ---- |
| Einwohner                  | 318  | 254  | 202  | 198  | 216  | 197  | 211  | 198  | 209  |
| Quellen: Cassini und INSEE |      |      |      |      |      |      |      |      |      |

## Sehenswürdigkeiten

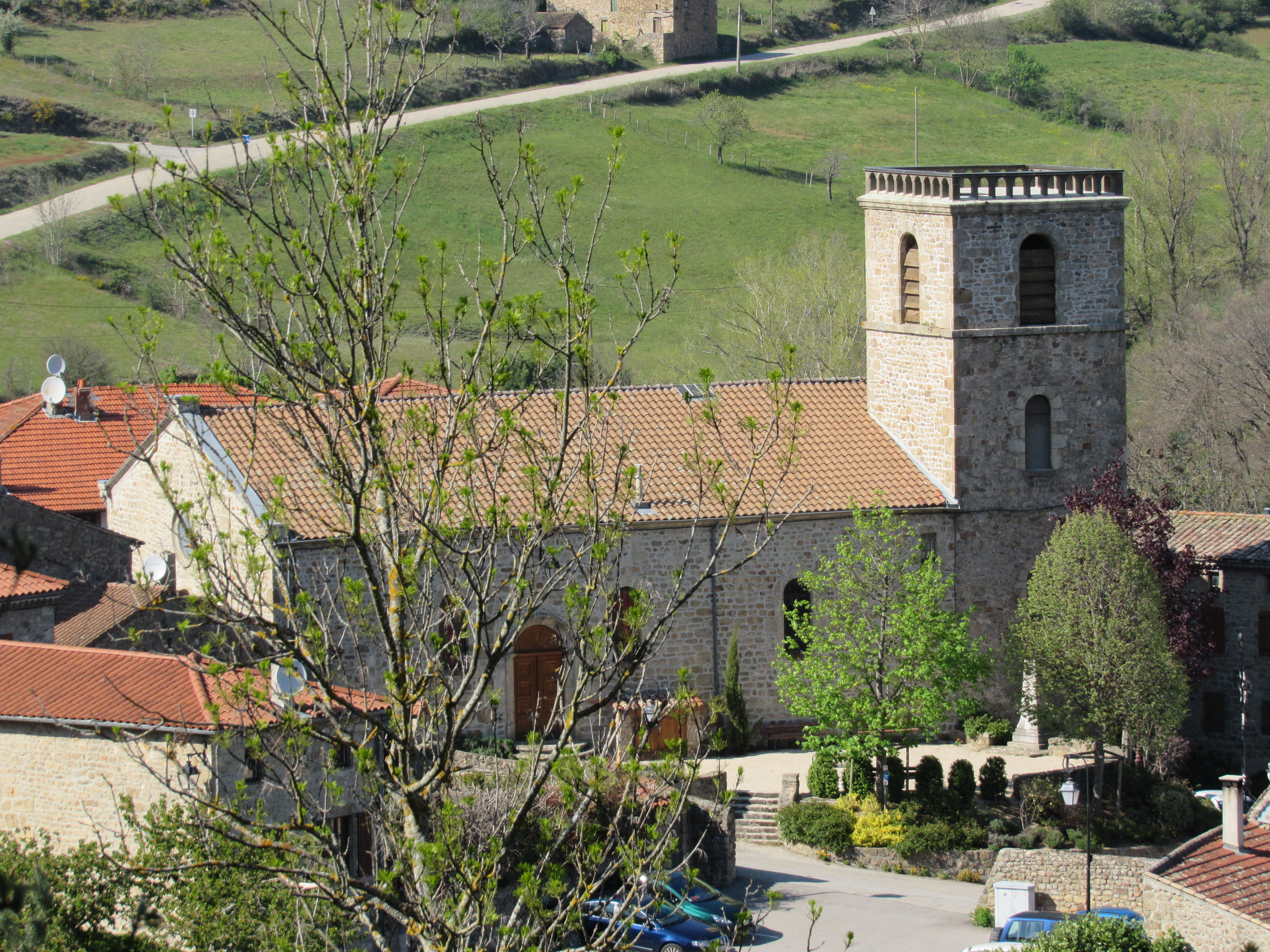
Pfarrkirche Notre-Dame de l’Assomption

- Pfarrkirche Notre-Dame de l’Assomption